# Війна Альто-Сенепа
Війна Альто-Сенепа (26 січня — 28 лютого 1995 року) — швидкоплинний локальний конфлікт між Еквадором і Перу за контроль над спірним районом на кордоні двох країн. Після війни 1941 року сторони підписали прикордонний договір, але в 1960 роціЕквадор оголосив його недійсним. Війна Пакіша 1981 року, яка, незважаючи на військову перемогу Перу, не вирішила спору. У 1995 році він знову переріс у збройний конфлікт. За підсумками війни Альто-Сенепа обидві сторони оголосили себе переможцями, але Аргентина, Бразилія, Чилі і США, які виступили посередниками, сприяли початку переговорів, що в 1998 році завершили найтриваліший територіальний конфлікт Західної півкулі.

## Напередодні війни

### Шлях до війни
Велика частина бойових дій протікала навколо постів в басейні річки Сенепа. Ця смуга землі довжиною 78 км залишалася спірною з 1948 року, коли був заморожений процес демаркації кордону. Обидві сторони стверджували, що б'ються на своїй території. Як і війна Пакіша, збройний конфлікт розпочався з обвинувачень обох сторін у інфільтрації військ противника на їх територію і встановлення постів. У липні 1991 року відбувся «пачакутекський інцидент»: напруженість в районі кордону різко зросла за перуанського поста «Пачакутек». Хоча цей форпост знаходився в 60 км північніше спірної зони Кордильєра-дель-Кондор, ця ділянка кордону також була спірною. В ході інциденту Еквадор заснував свій пост Етца прямо навпроти «Пачакутека», і обидві сторони заявляли, що обидва пости знаходяться на їх території. Хоча криза завершилася укладенням джентльменської угоди, звинувачення в порушення попередніх домовленостей продовжували звучати. Зрідка на кордоні лунали постріли, особливо в січні, в річницю підписання протоколу Ріо. Раптово в кінці 1994 р. ситуація різко загострилася.

### Пролог (грудень1994)
Згідно з перуанськими джерелами, у листопаді 1994 року перуанський патруль, який просувався до витоків річки Сенепа, був перехоплений еквадорським патрулем. Перуанці були під конвоєм доставлені на форпост «База Сур», де їм були надані припаси для подальшого руху, і вони були відпущені. Однак, незабаром перуанці усвідомили, що «База Сур» знаходиться на їх території. Відбулася зустріч командувачів батальйонами від кожної зі сторін, яка відбулася на «Базі Сур» (за перуанським джерелом 20 грудня, а за еквадорським — 12 грудня). Зустріч офіцерів перетворилася на виклад перуанською стороною ультиматуму, який Еквадор не збирався виконувати. Обидві сторони почали перекидати в зону конфлікту підкріплення, створювати нові мінні поля, готувати тилові бази і посилювати патрулювання.

### Мобілізація
В кінці грудня Еквадор різко посилив військову присутність, перекинувши ряд підрозділів, включаючи спецназ і РСЗВ БМ-21 на висоти над долиною Сенепи. Еквадорське угруповання розгорнуло систему ППО, включаючи підрозділи з ПЗРК «Голка» і британськими Блоупайп. Еквадорські ВПС були приведені в стан боєготовності і задіяли аеродроми поблизу зони конфлікту.
Перуанці зіткнулися з багатьма труднощами, головною з яких була відсутність доріг, що ведуть до спірної території. Довелося перекидати війська і техніку по повітрю. Причому, в кілька етапів (з Ліми на авіабазу Багуа, а звідти — на базу «Сіро Алегрія» військово-транспортними літаками, звідки вертольотами Мі-8 і Мі-17 на передові пости).
До третього тижня січня 1995 року обидві сторони стягнули в зону конфлікту 5000 своїх солдатів. Між тим, в ніч з 8 на 9 січня 1995 року еквадорці полонили перуанський патруль у складі 4 солдатів в районі «Бази Сур». Незабаром полонені були повернуті Перу. 11 січня відбулася перестрілка в районі еквадорської позиції «Y». До третього тижня січня керівництво Перу порахувало, що зібрано достатньо військ для успішної операції по очищенню своєї території від еквадорських солдатів.

## Бойові дії
- 21 січня 1995 року почався перуанський наступ. Вертольоти здійснювали перші розвідувальні польоти і висадили десанти позаду передових еквадорських позицій.
- 22 січня еквадорці виявили в своєму тилу 20 перуанських солдатів, які будували вертолітний майданчик. У відповідь командувач еквадорською армією, не ставлячи до відома ні президента, ні Національну Раду Безпеки, ухвалив рішення провести рейд спецназу на перуанські позиції. Відсутність відповіді з перуанської сторони було сприйнято як знак підготовки військової операції.
- 23 січня еквадорський командувач попередив свого перуанського колегу, що з наступного дня всі перуанські вертольоти, які будуть пролітати над еквадорськими позиціями будуть збиватися. В той же день спецназ вийшов в рейд.
- 24 січня Еквадор завершив підготовку своїх ВПС до війни.
- 25 січня війська Перу перетнули мілітаризовану смугу в Кондорі, пізніше відому як «База Сур», тим самим провокуючи реакцію еквадорських сил почати війну.
- 26 січня, після трьох днів переходу через джунглі, еквадорський спецназ атакував і захопив перуанський вертолітний майданчик північніше еквадорських передових позицій, що отримала згодом назву «База Норте». З цього почалася повномасштабна війна[1][2].
- 27 січня Еквадор і Перу почали загальну мобілізацію. За час війни було мобілізовано 140 тис. осіб з обох сторін. З 27 січня війська почали розгортатися вздовж кордону в зоні узбережжя Тихого океану.
- 28 січня о 07:45 перуанські війська пішли в перший наземний наступ на еквадорські позиції в долині річки Сенепа. В 11:05 атака повторилася за підтримки вертольотів. Один з перуанських вертольотів був збитий. О 12:05 над зоною конфлікту з'явилися перуанські бомбардувальники, але вони ретирувалися без завдавання ударів через те, що в повітрі в цей час перебували еквадорські перехоплювачі.
- З 29 січня перуанські війська почали масовані атаки на еквадорські позиції одночасно з різних напрямків. Зав'язалися бої за форпости. З'явилися перші офіційно підтверджені жертви конфлікту.
- 31 січня обидві сторони відкинули міжнародні зусилля з припинення вогню.
- 1 лютого перуанські ВПС почали завдавати бомбових ударів. Надалі літаки-перехоплювачі ВПС Еквадору знищили кілька перуанських штурмовиків.
- 4 лютого: перуанський Embraer EMB 312 Tucano скидає бомби на еквадорські позиції в долині під час нічного бомбардування.
- 12 лютого: Повітряні операції тривають. Перуанці заявили про знищення однієї A-37B і одного Kfir, Еквадор заперечує обидві втрати.
- Бої з активним використанням авіації обома сторонами тривали до 17 лютого, коли в присутності гарантів «протоколу Ріо» (США, Аргентини, Бразилії та Чилі) заступники міністрів закордонних справ Перу і Еквадору підписали в Бразилії угоду про перемир'я, роз'єднання сторін і демобілізацію.
- 21 лютого миротворці почали прибувати на еквадорські бази, але ще тривали бої і весь цей день.
- 22 лютого стало «чорною середою» для Еквадору: у першій половині дня перуанські війська здійснили потужну атаку біля поста Тівінца, в результаті якої загинуло 14 еквадорських солдатів. Це були найбільші добові втрати для Еквадору. Останній відповів контратаками, і бої тривали до вечора.
- 28 лютого, після днів окремих сутичок, Еквадор і Перу підписали Декларацію Монтевідео, війна була офіційно завершена.
- Окремі інциденти тривали ще протягом кількох місяців.

## Післявоєнний період
До початку березня 1995 року миротворці прибули в зону конфлікту і приступили до контролю за розведенням сторін. Згідно з домовленостями, еквадорці почали відводити свої підрозділи на базу Коангос, а перуанці — на PV-1. Звідти війська виводилися за розкладом Місії військових спостерігачів. Виведення військ було завершено 5 травня 1995 року. 4 серпня була встановлена демілітаризована зона. Еквадор і Перу приступили до демаркації кордону. Незважаючи на закінчення війни і присутність військових спостерігачів, в районі кордону ще довгий час відчувалася напруженість. Час від часу відбувалися дрібні інциденти, що супроводжувалися загибеллю військовослужбовців. У серпні 1998 року вони трохи не вилилися в нову війну.
В Еквадорі війна викликала соціальну кризу. Економіці країни було завдано непоправного удару. Знадобилося витратити $0,5 млрд. Реформи президента Дурана, в основі яких лежали принципи жорсткої економії, приватизації і збільшення податків, призвели до масових виступів населення і внутрішніх політичних хвилювань. Індіанці створили Раду корінних народів Еквадору. У Перу внутрішнє становище також було не найкращим.

### Остаточне врегулювання
26 жовтня 1998 року в Бразилії президент Еквадору Хаміль Мауад і президент Перу Альберто Фухіморі підписали Президентський акт, який проголосив остаточне рішення територіальної проблеми. Своїми підписами акт також скріпили президенти Бразилії, Аргентини і Чилі, а також особистий представник президента США. Ця угода фактично закріпила перемогу Перу в прикордонному конфлікті: як і наполягали перуанці протягом десятиліть, з 1940-х, межа була проведена по хребті Кордильєра-дель-Кондор. Еквадор був змушений відмовитися від претензій на східні схили хребта і у всієї західної зони верхів'я Сенепи. У відповідь Перу надало в користування Еквадору без права встановлення суверенітету 1 км² своєї території в районі ключової еквадорської бази Тівінца. Остаточна демаркація кордону проведено 13 травня 1999 року.